# Arco de Cuchilleros

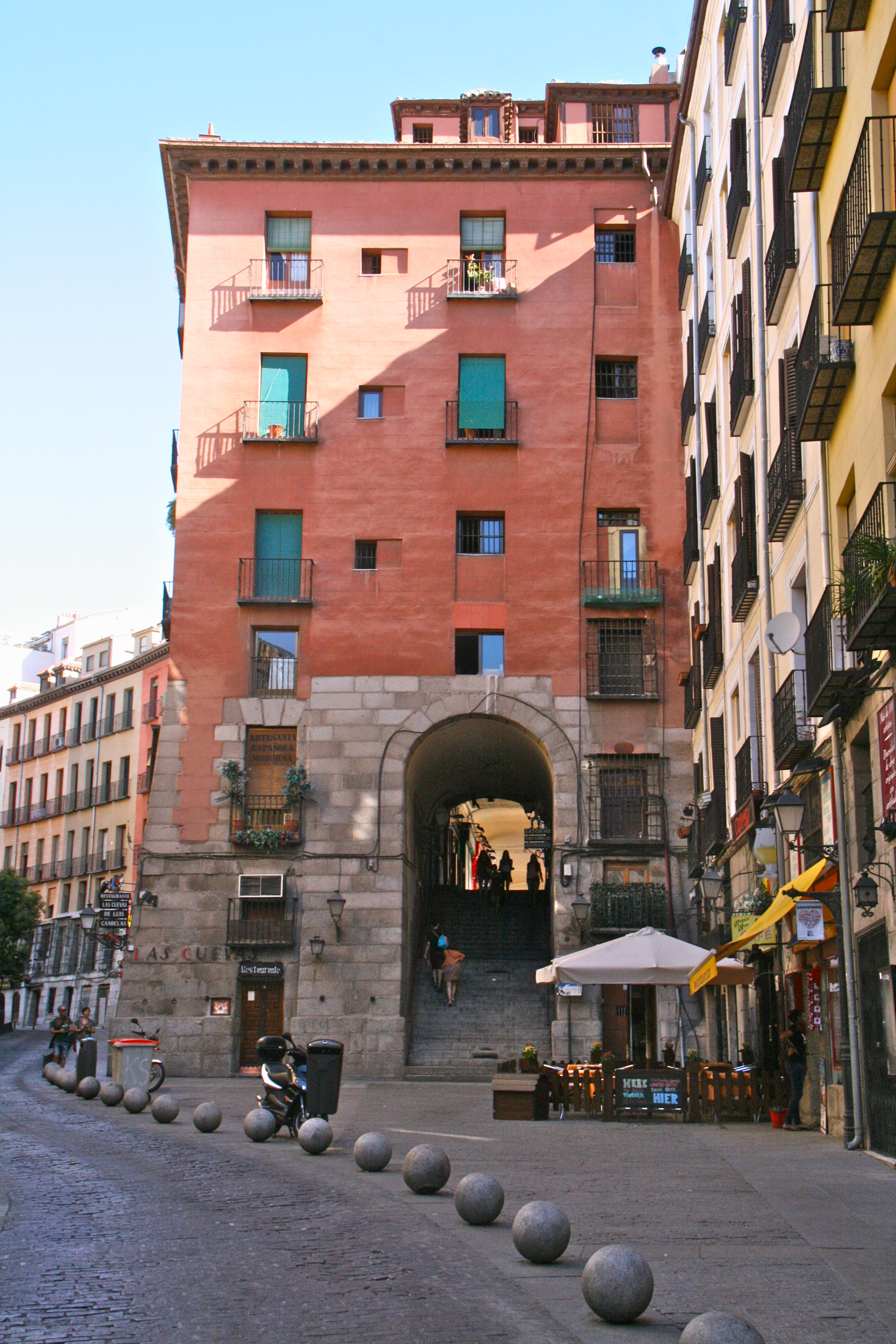
Arco de Cuchilleros.

El arco de Cuchilleros es uno de los diez accesos de la plaza Mayor de Madrid, situado en la esquina suroeste de la plaza.

## Historia

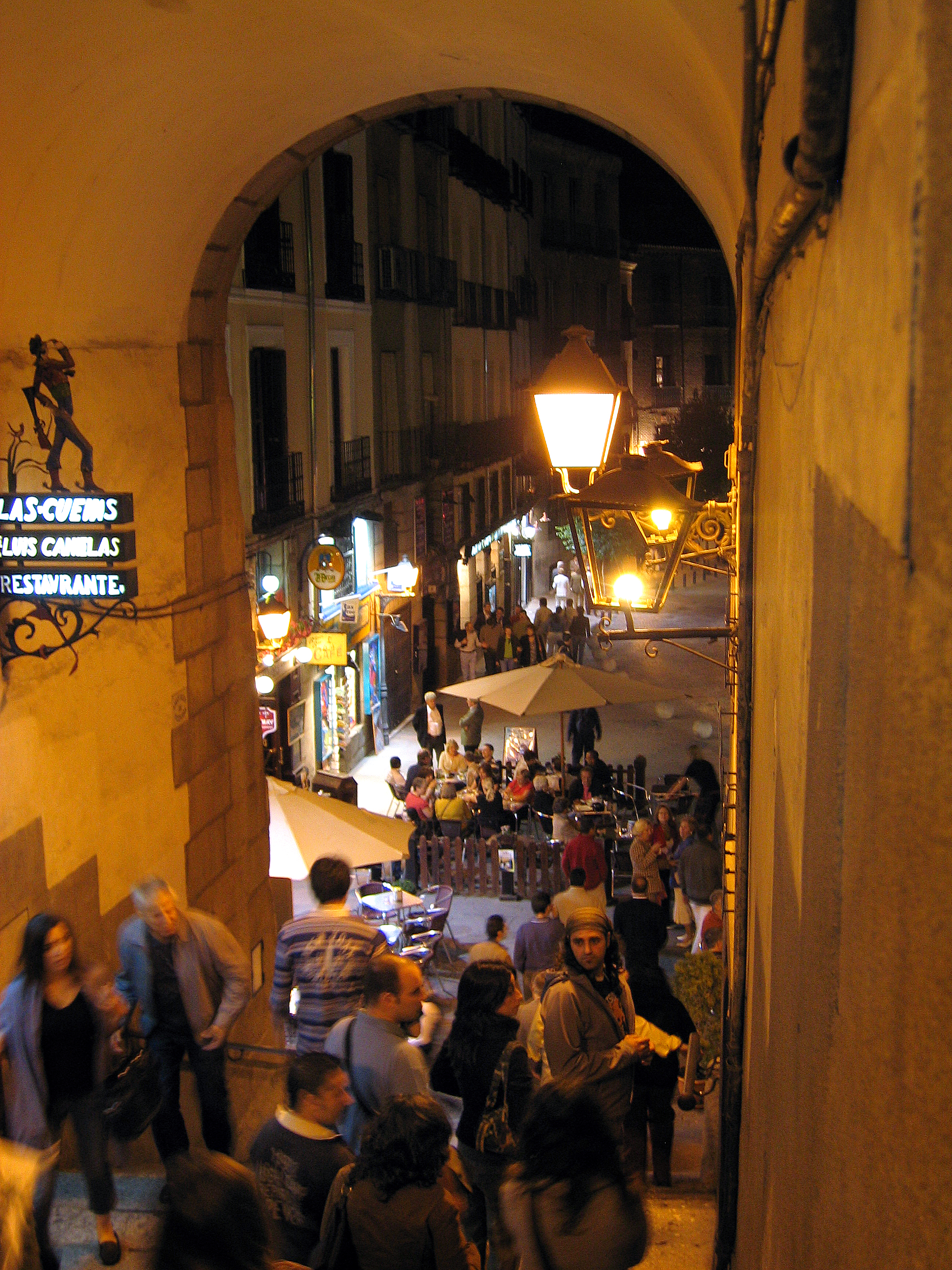
Vista nocturna

El arco de Cuchilleros es obra de Juan de Villanueva, quien tras el incendio de la plaza Mayor en 1790 cerró completamente la plaza habilitando una serie de arcadas para su acceso.
La considerable altura de este arco se debe al gran desnivel que existe entre la plaza Mayor y la antigua Cava de San Miguel.
El origen de su nombre está en la calle de Cuchilleros a la que da salida, y en la que estuvieron los talleres del gremio de cuchilleros que suministraban sus artículos al gremio de carniceros concentrados en el interior y aledaños de la plaza Mayor.
En la actualidad, tanto la plaza Mayor como el arco y calle de Cuchilleros son un destacado punto turístico de la ciudad.